# Clarias macrocephalus
Clarias macrocephalus és una espècie de peix de la família dels clàrids i de l'ordre dels siluriformes.

## Morfologia
Els mascles poden assolir els 120 cm de llargària total.

## Distribució geogràfica
Es troba des de Tailàndia fins al Vietnam. Introduït a la Xina, Malàisia, Guam i les Filipines.